# Bahnstrecke Spišské Vlachy–Spišské Podhradie
| Kursbuchstrecke (ZSSK): | 187                  |                                      |                                      |
| Streckenlänge: | 9,296 km             |                                      |                                      |
| Spurweite: | 1435 mm (Normalspur) |                                      |                                      |
| Streckengeschwindigkeit: | 50 km/h              |                                      |                                      |
| |                      |                                      |                                      |
| \| \| \| \| \| \| \| \| von (Bohumín–) Žilina (vorm. Ks.Od.) \| \| \| \| 0,000 \| Spišské Vlachy \| Spišské Vlachy \| \| \| \| nach Košice (vorm. Ks.Od.) \| \| \| \| 0,440 \| Hornád \| Hornád \| \| \| 1,389 \| Spišské Vlachy mesto \| Spišské Vlachy mesto \| \| \| 3,537 \| Bystrany na Spiši \| Bystrany na Spiši \| \| \| 5,765 \| Katúň \| Katúň \| \| \| 6,400 \| Spišské Podhradie zastávka \| Spišské Podhradie zastávka \| \| \| \| Margecianka \| \| \| \| 9,296 \| Spišské Podhradie \| Spišské Podhradie \| |                      |                                      |                                      |
| |                      |                                      |                                      |
| Strecke |                      | von (Bohumín–) Žilina (vorm. Ks.Od.) | von (Bohumín–) Žilina (vorm. Ks.Od.) |
| Bahnhof | 0,000                | Spišské Vlachy                       | Spišské Vlachy                       |
| Abzweig geradeaus und nach rechts |                      | nach Košice (vorm. Ks.Od.)           | nach Košice (vorm. Ks.Od.)           |
| Brücke über Wasserlauf | 0,440                | Hornád                               | Hornád                               |
| Haltepunkt / Haltestelle | 1,389                | Spišské Vlachy mesto                 | Spišské Vlachy mesto                 |
| Haltepunkt / Haltestelle | 3,537                | Bystrany na Spiši                    | Bystrany na Spiši                    |
| Haltepunkt / Haltestelle | 5,765                | Katúň                                | Katúň                                |
| Haltepunkt / Haltestelle | 6,400                | Spišské Podhradie zastávka           | Spišské Podhradie zastávka           |
| Brücke über Wasserlauf |                      | Margecianka                          | Margecianka                          |
| Kopfbahnhof Streckenende | 9,296                | Spišské Podhradie                    | Spišské Podhradie                    |

Die Bahnstrecke Spišské Vlachy–Spišské Podhradie ist eine Nebenbahn in der Slowakei. Sie verläuft in der Landschaft Zips von Spišské Vlachy (deutsch Wallendorf) entlang dem Bach Klčovský potok nach Spišské Podhradie (deutsch Kirchdrauf) und ist etwa 9,5 km lang.

## Geschichte

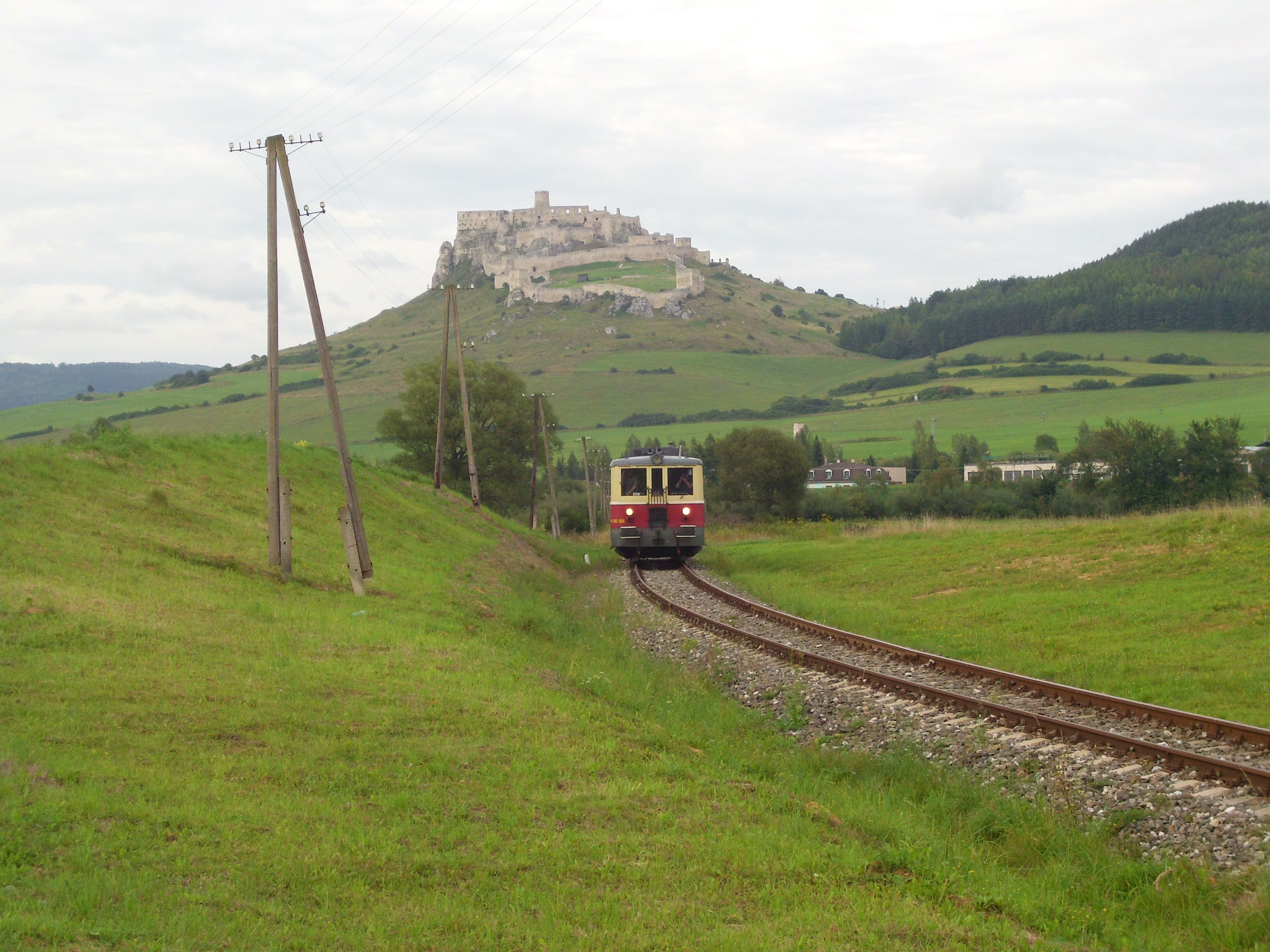
Strecke mit einem Reisezug von KŽC Doprava bei Spišské Podhradie (2014)

Die Konzession zum Bau und Betrieb einer Bahnstrecke vom Bahnhof Wallendorf der Kaschau-Oderberger Bahn (Ks.Od.) nach Kirchdrauf wurde dem Kirchdraufer Bürgermeister Alexander Fest erteilt. Die 660.000 K teure Bahn wurde feierlich am 10. Oktober 1894 eröffnet. Den Betrieb übernahm die Ks.Od.
Für die Bahn wurden drei Lokomotiven von der Münchner Lokomotivfabrik Krauss & Comp., die ursprünglich für die Bahnstrecke Budapest-Pécs bestimmt waren, hergestellt. Diese wurden von der Ks.Od. in die Klasse XIIa zugeordnet und die Nummern 551–553 zugeteilt.
Vom Juli 2010 bis April 2011 musste der Verkehr eingestellt werden, um die Brücke über den Hornád instand setzen zu lassen, nachdem sie in einem Hochwasser schwer beschädigt worden war.
Am 9. Dezember 2012 wurde der planmäßige Reiseverkehr völlig eingestellt. Der Güterverkehr ist von untergeordneter Bedeutung.
Im Fahrplanjahr 2017 verkehrten vom 3. Juni bis 27. August an Samstagen und Sonntagen wieder jeweils drei Personenzugpaare. Verantwortliches Eisenbahnverkehrsunternehmen für diese touristischen Leistungen war LTE Logistik a Transport Slovakia.